# Leonardo Ulrich Steiner
Mons. Leonardo Ulrich Steiner OFM (* 6. listopadu 1950, Forquilhinha) je brazilský katolický kněz, biskup, od roku 2019 metropolitní arcibiskup manauský.

## Stručný životopis
Pochází z rodiny imigrantů německého původu; jeho bratrancem byl kardinál Arns. Po středoškolských studiích vstoupil do františkánského řádu, kde v roce 1976 složil slavné sliby. O dva roky později přijal z rukou kardinála Arnse kněžské svěcení. V roce 1982 získal univerzitní gradu bakaláře pedagogiky na salesiánské univerzitě v Sao Paulo. Roku 1998 získal licenciát a roku 2000 doktorát filosofie na Papežské univerzitě Antonianum v Římě. Na začátku roku 2005 je papež Jan Pavel II. jmenoval prelátem Územní prelatury São Félix, ještě téhož roku přijal biskupské svěcení z rukou kardinála Arnse. Protože byl zároveň generálním sekretářem Brazilské biskupské konference, byl jmenován pomocným biskupem v arcidiecézi brasilské. V roce 2019 skončil v úřadu generálního sekretáře a papež František jej ještě téhož roku jmenoval arcibiskupem manauským.

## Kardinálská kreace
V neděli 29. května 2022 papež František ohlásil, že v konzistoři dne 27. srpna 2022 jmenuje 21 nových kardinálů, mezi nimi i Monsignora Steinera.